# Smaragdbreitrachen

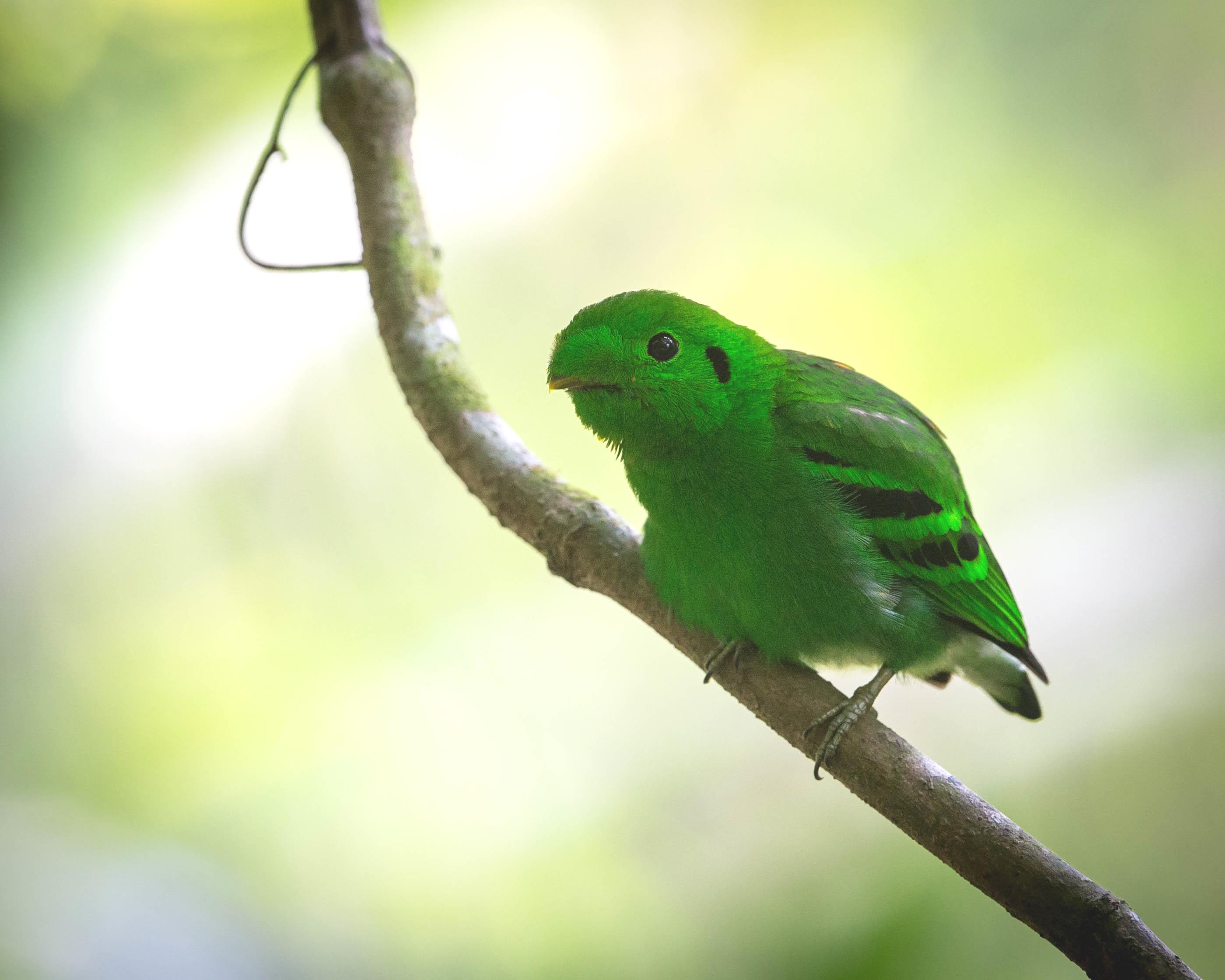
Smaragdbreitrachen

Der Smaragdbreitrachen (Calyptomena viridis) ist ein südostasiatische Vogelart aus der Gattung Calyptomena innerhalb der Familie der Pittabreitrachen (Calyptomenidae).

## Merkmale
Der 20 cm lange Smaragdbreitrachen ist ein Vogel mit großem Kopf, einer Federhaube vorn im Gesicht und einem kurzen Schwanz. Der breite Schnabel ist an der Basis mit Federn bedeckt. Das Gefieder des Männchens ist schillernd grün gefärbt und weist drei schwarze Flügelbinden sowie an den Ohrdecken je einen kleinen schwarzen Fleck auf. Die Weibchen sind weniger prächtig befiedert.

## Vorkommen
Der Smaragdbreitrachen kommt in Südostasien auf der Malaiischen Halbinsel sowie auf Sumatra und Borneo vor. Er lebt in tropischen und subtropischen Wäldern.

## Verhalten
In kleinen Trupps sucht er in den untersten Ästen seine Nahrung. Im dichten Laubwerk der Bäume sind sie schwer zu beobachten, da sie häufig still sitzen und das grüne Körpergefieder ihnen zusätzliche Deckung bieten. Die Nahrung besteht hauptsächlich aus Früchten, beispielsweise Feigen.

## Fortpflanzung
In einem birnenförmigen Nest aus verwebten Pflanzenfasern, das an einem niedrigen Ast hängt, bebrüten beide Elternvögel ein bis drei Eier.